# Charlotte Lee, Condessa de Lichfield
Charlotte Lee, Condessa de Lichfield, nascida  Charlotte FitzRoy (5 de setembro de 1664 — 17 de fevereiro de 1718) foi a filha do rei Carlos II de Inglaterra e de sua amante, Barbara Palmer, 1.ª Duquesa de Cleveland. Ela foi condessa de Lichfield pelo seu casamento com Edward Lee, 1.º Conde de Lichfield.

## Biografia
Charlotte era a sobrinha favorita de Jaime II, irmão de Carlos
Charlotte ficou noiva de Edward Lee, futuro conde de Lichfield, em 16 de maio de 1674, aos noves anos. Ele era filho de Sir Francis Lee, 4.º baronete e de Elizabeth Pope. Eles se casaram em 6 de fevereiro de 1677, quando a noiva tinha treze anos, e o noivo, quatorze.
Quando Charles Stewart, 3.º Duque de Richmond morreu em 1673, Sir Edward foi titulado Conde de Lichfield. 